# LWD Żak

Silnik Walter Mikron III eksponowany w MLP w Krakowie

LWD Żak – samolot dla aeroklubów opracowano w Lotniczych Warsztatach Doświadczalnych (LWD), w zespole pod kierownictwem inż. Tadeusza Sołtyka w roku 1946. Żak (o numerach SP-AAC) został oblatany 23 marca 1947 roku. Zainstalowano w nim czeski silnik Walter Mikron III.
Dalszą konstrukcją rozwojową to: Żak-2 z silnikiem Continental A-65,  którego homologacja została przeprowadzona w Głównym Instytucie Lotnictwa w Dziale Wytrzymałościowo-Konstrukcyjnym, któremu podlegał Dział Badań w Locie (TL), pod kierownictwem szefa Działu W-K inż. Tadeusza Chylińskiego. Homologację przeprowadzono od  na zlecenie Wytwórni Sprzętu Komunikacyjnego w dniach od 8 października 1951 do 14 listopada 1951 r. na lotnisku Okęcie. Loty były wykonywane przez pilotów Andrzeja Abłamowicza, Wiktora Pełkę i Jerzego Szrejbowskiego na samolocie Żak-2 (SP-AAE), nr fabr. 0,5, rok prod. 1947, silnik Continental Nr 1422228, śmigło LWD. Na podstawie tej homologacji GIL wydał orzeczenie stwierdzające, że kontrola obliczeń i prób w locie samolotu Żak-2 wyprodukowanego przez L.W.D. w Łodzi spełnia wymagania wytrzymałościowe i sprawnościowe i po wykonaniu niezbędnych przeróbek nadaje się do użytkowania jako samolot szkoleniowy i turystyczny do lotów dziennych.
Zakres użytkowania określały warunki:
- załoga-2 osoby, paliwo-58 l, dopuszczalny ciężar w locie( ± 2%)-620 kg, współczynnik przeciążenia dopuszczalnego przy wyrwaniu w locie nurkowym-5.
- dozwolone lądowanie dzienne na złych lotniskach.

Następną konstrukcją rozwojową był Żak-3 wyposażony w silnik Walter Mikron.
Produkcja samolotów został zakończona w 1948 roku. Samoloty LWD Żak-3 były eksploatowane w aeroklubach do 1955 roku.
Egzemplarz samolotu LWD Żak-3 o numerach SP-AAX znajduje się w Muzeum Lotnictwa Polskiego w Krakowie.